# Tajemnica Statuetki
『Tajemnica Statuetki』（日本語表記例:タイェムニーツァ・スタツエツキ）は、1993年のアドベンチャーゲームで、DOSベースのコンピュータ用にMetropolis Software Houseが開発し発売している。
ポーランドで初めてのアドベンチャーゲームである。 そのプロットは、世界中の様々なアンティークの盗難に関連する謎を解明しようとしている架空のインターポールのエージェント、ジョン・ポラックを中心に展開されている。
ポーランドでは著作権侵害が広がっていたにもかかわらず、発売時では4000枚〜6000枚のコピーを販売しており、ポーランドでは非常に人気があった。 Tajemnica Statuetkiは、ゲームの仕組みや視聴覚デザインの僅かな批判にもかかわらず、ポーランドのビデオゲーム業界を促進し正当化するのを助けた文化的に重要な出来事となった。